# Syngramma alta
Syngramma alta är en kantbräkenväxtart som beskrevs av Edwin Bingham Copeland. Syngramma alta ingår i släktet Syngramma och familjen Pteridaceae. Inga underarter finns listade.